# Angel Krstev
Angel Krstev (* 15. Dezember 1980 in Prag, Tschechoslowakei) ist ein ehemaliger tschechischer Eishockeyspieler bulgarischer Abstammung, der zuletzt bis 2022 beim SK Kadaň aus der viertklassigen tschechischen Kranjska hokejova liga spielte.

## Karriere
Angel Krstev begann seine Karriere als Eishockeyspieler in seiner Heimatstadt im Nachwuchsbereich des Klubs KK Kontruktiva Praha und wechselte später zum HC Slavia Prag, für dessen Profimannschaft er in der Saison 1997/98 sein Debüt in der Extraliga gab. In seiner Debütsaison erhielt er in vier Spielen zwei Strafminuten. Im Jahr 1998 wurde Krstev, dessen Vater aus Bulgarien stammt, die tschechische Staatsbürgerschaft verliehen. Nachdem er auch im folgenden Jahr nur eine Partie für Slavia in der Extraliga absolviert hatte und die restliche Zeit bei den U20-Junioren verbracht hatte, wechselte der Verteidiger zur Saison 1999/2000 zu den Lethbridge Hurricanes, die ihn beim CHL Import Draft 1999 in der ersten Runde als insgesamt 39. Spieler ausgewählt hatten, in die kanadischen Juniorenliga Western Hockey League. Noch vor Saisonende kehrte er jedoch nach Prag zurück. Mit Slavia wurde er insgesamt viermal tschischer U20-Meister. Einen Großteil der Saison 2000/01 verbrachte er in der zweitklassigen 1. Liga beim KLH Chomutov.
Im Sommer 2001 unterschrieb Krstev beim HC Liberec aus der 1. Liga, mit dem ihm am Ende der Saison 2001/02 der Aufstieg in die Extraliga gelang. An diesem Erfolg hatte er als der Spieler ligaweit mit der besten Plus/Minus-Bilanz während der Hauptrunde und den Playoffs maßgeblichen Anteil. Für Liberec spielte der Linksschütze insgesamt sechs Jahre in der Extraliga, wobei er die Saison 2004/05 beim HC České Budějovice in der 1. Liga beendete, mit dem er ebenfalls in die Extraliga aufstieg. Nach einer Spielzeit beim HC Vítkovice Steel erhielt Krstev einen Vertrag beim Aufsteiger HC Kometa Brno. Wenige Tage später wurde er für die Saison 2009/10 an Torpedo Nischni Nowgorod aus der Kontinentalen Hockey-Liga ausgeliehen. Nach 21 KHL-Spielen für Torpedo kehrte er nach Tschechien zurück und spielte für Kometa in der Extraliga, bevor er Ende Januar 2010 an den Färjestad BK aus der Elitserien verliehen wurde. Während der Saison 2010/11 war Krstev an Awtomobilist Jekaterinburg aus der KHL verliehen.
Im Mai 2011 erhielt er einen Kontrakt für zwei Saisonen beim HC Sparta Praha, bei dem er es in der Saison 2011/12 auf 24 Meisterschaftseinsätze brachte, in denen er torlos blieb und sechs Torvorlagen beisteuerte, und mit dem Team nach absolvierter Hauptrunde an erster Stelle stand. Anfang Februar 2012 wurde schließlich Krstevs leihweiser Wechsel zum IHC Písek in die tschechische Zweitklassigkeit bekanntgegeben, wo ihm bei lediglich zwei Einsätzen ein Treffer gelang. Die darauffolgende Saison 2012/13 absolvierte der Verteidiger wieder ausschließlich für den Hauptstadtverein, für den er es auf 38 Einsätze in der Meisterschaft brachte, dabei einen Treffer und zwölf Assists beisteuerte. Wie bereits 2011/12 absolvierte er auch 2012/13 mit der Mannschaft einige Spiele in den abschließenden Play-offs, schied jedoch, wie auch schon in vorhergegangenen Spielzeit, abermals bereits im Viertelfinale aus.
Im Sommer 2013 folgte schließlich ein weiterer Vereinswechsel des Tschechen; diesmal ging es wieder zurück in Tschechiens zweithöchster Eishockeyliga, wo er beim HC Stadion Litoměřice anheuerte. Bei den Nordböhmen aus Litoměřice absolvierte Angel Krstev bis Mitte Oktober zehn Ligaspiele, in denen er zwei Treffer erzielte sowie weitere vier für seine Teamkollegen vorbereitete, ehe er als Try-Out zurück in die Erstklassigkeit kam, wo er fortan für die Piráti Chomutov auf dem Eis stand. Für das tschechische Erstligateam absolvierte er 39 Partien der Hauptrunde, wobei er es auf einen Treffer und vier Torvorlagen brachte. 191 Gegentreffer in 52 Hauptrundenpartien sprachen für sich; somit mussten die Piraten mit lediglich 27 Zählen und damit klar auf dem letzten Tabellenplatz rangierend die Abstiegsrunde bestreiten. Auch diese gingen klar zu Gunsten der Konkurrenz und das Team musste nach der Abstiegsrunde auch noch die in zwölf Spiele gefasste Relegation gegen den BK Mladá Boleslav, den HC Olomouc und den HC Kladno bestreiten. Nachdem diese ebenfalls negativ für Piráti Chomutov ausfielen und die Mannschaft den Weg in die zweithöchste Spielklasse des Landes antreten musste, kehrte Krstev wieder zu seinem angestammten Verein zurück.
Bis Anfang Dezember 2014 absolvierte der Abwehrspieler und ehemalige Internationale 22 Hauptrundenspiele für den HC Stadion Litoměřice, in denen er torlos blieb und acht Assists machte. Danach gab der Klub den Abgang Krstevs, der mit der Mannschaft zu diesem Zeitpunkt auf dem dritten Tabellenrang stand, zum italienischen Klub HC Neumarkt bekannt. Zur folgenden Spielzeit kehrte er wieder nach Litoměřice zurück, wurde aber im Saisonverlauf an den HC Slavia Prag ausgeliehen. Ab 2017 ließ er seine Karriere in der zweiten Mannschaft des SK Kadaň aus viertklassigen tschechischen Kranjska hokejova liga ausklingen.

### International
Für Tschechien nahm Krstev an der U18-Junioren-Weltmeisterschaft 1998 und der U20-Junioren-Weltmeisterschaft 2000 teil, bei der er mit seiner Mannschaft Weltmeister wurde.

## Erfolge und Auszeichnungen
- 1997, 1998, 1999, 2000 <Tschechischer U20-Meister mit dem HC Slavia Prag
- 2000 Goldmedaille bei der U20-Junioren-Weltmeisterschaft
- 2001 Meister der 1. Liga mit dem KLH Chomutov
- 2002 Aufstieg in die Extraliga mit dem HC Liberec
- 2002 Beste Plus/Minus-Bilanz der 1. Liga
- 2002 Beste Plus/Minus-Bilanz der 1. Liga-Playoffs
- 2005 Aufstieg in die Extraliga mit dem HC České Budějovice

## KHL-Statistik
(Stand: Ende der Saison 2010/11)